# ذراع الترس-قنطورس

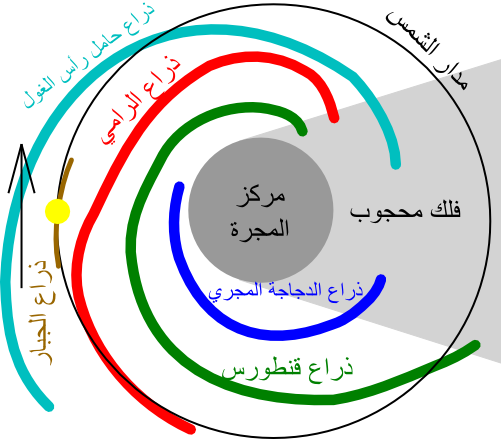
أذرعة المجرة، وذراع قنطورس يسمى هنا Scutum-Crux Arm. موقع المجموعة الشمسية (أصفر) على ذراع الجبار (بني) متفرعا من ذراع رامي القوس Sagittarius-Carina.

أذرع المجرة وموقع المجموعة الشمسية (أصفر) فيها. وتبين الاتجاهات الخارجة من الشمس أتجاهات رؤية بعض التجمعات النجمية الشديدة اللمعان. ويلاحظ الشكل الضلعي لمركز المجرة فهو ليس مستديرا. كما نلاحظ منطقة (النجوم) المختفية عنا بسبب الضوء والغبار الكثيف الصادر من مركز المجرة.

في الفلك، ذراع الترس-قنطورس (بالإنجليزية: Scutum–Centaurus Arm)‏ أو ذراع الترس-نُعَيْم (بالإنجليزية: Scutum-Crux arm)‏ أو ببساطة ذراع قنطورس، هو أحد الأذرعة الحلزونية المليئة بالنجوم في مجرتنا، مجرة درب التبانة، كما يعرف أحيانا بالإنجليزية Centaurus Arm. وتحتوي هذا الذراع المجرى على أعداد هائلة من االنجوم والمجموعات النجمية والغبار الكوني والغاز، وتتخلله مناطق هيدروجين II. ويمتد ذراع قنطورس الحلزوني من مركز المجرة خارجا ومارا وموازيا ل ذراع رامي القوس الذي يتلوه إلى حافة المجرة. ويبين الشكل موقع المجموعة الشمسية (أصفر) من كل من ذراع قنطورس ومركز المجرة. وتقع الشمس على أمتداد ذراع رامي القوس في ذراع فرعي يسمى ذراع الجبار. وقد سمي ذراع قنطورس بهذا الاسم نظرا لوجود كوكبة نجمية تحتوي على مجموعات نجمية ساطعة فيه مميزة وتسمى قنطورس.
وتتخذ المجرة شكلا قرصيا مسطحا تقريبا منتفخا عند المركز حيث يكثر وجود النجوم ويشتد اصدارها للضوء. ونظرا لاختلافات في الجاذبية بسبب كثافة النجوم من مكان لآخر وفي نفس الوقت نظرا لدوران النجوم حول مركز المجرة، حيث تكون سرعة النجوم عند المركز أسرع من سرعة النجوم على حافة المجرة، فيؤدي ذلك إلى تكون الأذرع الحلزونية التي تكثر فيها النجوم وتجمعات النجوم والغاز والغبار الكوني.
يتلو ذراع قنطورس ذراع الدجاجة المجري Norma Arm من جهة مركز المجرة. ويبدأ ذراع قنطورس بالقرب من مركز المجرة ويسمى في هذا الجزء ذراع الترس، ويمتد خارجا مقتربا من ذراع رامي القوس، ويسمى جزؤه هذا ذراع الصليب الجنوبي.
وتتميز منطقة خروج ذراع قنطورس من مركز المجرة بكثرة نجومها وتعتبر منطقة تنشأ فيه النجوم بكثرة. وقد رصدت عام 2006 تجمعات كبيرة لنجوم جديدة تحوي 14 نحما من النجوم العظمى الحمراء وسميت RSGC1. وفي عام 2007 رصدت أيضا مجموعة كبير من النجوم تحوي نحو 50.000 نجم من النجوم الحديثة النشأة سميت RSGC2 وهي تبعد عن مجموعة RSGC1 عدة سنين ضوئية فقط. ويقدر عمر المجموعة الثانية التي تحوي مجموعة من النجوم بالغة الكبر الحمراء بنحو 20 مليون سنه فقط وهي تعتبر أكبر التجمعات النجمية من هذا النوع.

## اقرأ أيضا
- ذراع الجبار
- ذراع حامل رأس الغول
- ذراع الدجاجة المجري
- علم الفلك للأشعة السينية
- كويكبات
- منطقة هيدروجين II
- سديم السرطان
- نجم
- مجرة
- قزم أبيض
- عملاق أحمر
- الانفجار العظيم
- خط زمني للانفجار العظيم
- نجم نيوتروني
- ثقب أسود

## وصلات خارجية
- موقع «الكون» في الإنترنت